# Копистянський Микола Іванович
Микола Іванович Копистянський (нар. 19 листопада 1971, Долина, Івано-Франківська область, УРСР) — радянський та український футболіст, згодом — футбольний тренер, виступав на позиції півзахисника.

## Кар'єра гравця
Вихованець місцевого колективу «Нафтовик» (Долина). Перший тренер — Микола Курташ. У 1989—1991 роках проходив військову службу. По завершенні служби повернувся до «Нафтовика», де й розпочав футбольну кар'єру. У листопаді 1992 року виступав у «Лисоні» (Бережани), після чого повернувся до «Нафтовика». У жовтні 1993 року став гравцем моршинського «Медика», а під час зимової перерви перейшов до стрийської «Скали». Влітку знову повернувся до «Нафтовика», а в листопаді 1994 року грав за жидачівський «Авангард». На початку 1995 року виїхав до Польщі, де захищав кольори клубу «Світ» (Кшешовіце). Потім перейшов до краківської «Вісли». У 1996 році повернувся додому, виступав за «Нафтовик». Під час зимової перерви сезону 1996/97 років отримав запрошення від івано-франківського «Прикарпаття», але зіграв лише один матч і був відправлений в оренду спочатку до «Хутровик» (Тисмениця), а потім — до «Кристала» (Чортків). На початку 1998 року виступав в оренді в молдовському клубі «Ністру» (Атаки), після чого повернувся до «Нафтовика». Влітку 1999 року знову виїхав до Молдови, де виступав до кінця 2002 року в «Ністру» (Атаки). Після двох років тренерської роботи в 2005 році знову повернувся до «Нафтовика» і з перервами захищав кольори клубу до кінця 2007 року, після чого завершив кар'єру гравця.

## Кар'єра тренера
У 2003—2004 роках тренував резервну команду «Ністру» (Атаки), а в 2007 році очолив першу команду молдовського клубу.

## Досягнення

### Як гравця
«Ністру» (Атаки)
- Національний дивізіон
  -  Срібний призер (1): 2002

- Кубок Молдови
  -  Фіналіст (1): 2001

### Як тренера
«Ністру» (Атаки)
- Кубок Молдови
  -  Фіналіст (1): 2007